# Wojciech Kilar
Wojciech Kilar est un compositeur polonais de musique de films et de musique classique, né le 17 juillet 1932 à Lwów (alors en Pologne, puis en Ukraine, en ukr. Lviv) et mort le 29 décembre 2013 à Katowice.
Son travail pour Le Pianiste lui vaut en 2002 le César de la meilleure musique écrite pour un film.

## Biographie
Wojciech Kilar a suivi ses études à l'Académie de musique de Katowice puis à Paris, avec Nadia Boulanger.
Son œuvre pour orchestre Krzesany (pl) (traduction approximative : En escaladant les montagnes), créée en 1974, est devenue célèbre. Cependant, dès les années 1970, Kilar devient plus connu en tant que compositeur de musiques pour le cinéma, avec une réputation croissante à Hollywood. Il a travaillé avec des réalisateurs tels que Roman Polanski, Francis Ford Coppola, James Gray, ainsi que Jane Campion.
En parallèle, il a continué à composer de la musique symphonique, de la musique de chambre ou des œuvres pour instruments solo. Il a également écrit plusieurs œuvres de musique religieuse, auxquelles il accordait une grande importance, notamment sa Missa pro pace (A. D. 2000) (Messe pour la Paix).
Il meurt le 29 décembre 2013 à Katowice, à l'âge de 81 ans, des suites d'une tumeur du cerveau. Il est inhumé au cimetière de la rue Sienkiewicz situé dans la même ville.

## Filmographie

### Cinéma

#### Années 1960
- 1960 : Nikt nie wola de Kazimierz Kutz
- 1960 : Lunatycy de Ryszard Ber et Bohdan Poręba
- 1961 : Milczące ślady de Zbigniew Kuźmiński
- 1962 : Tarpany de Kazimierz Kutz
- 1962 : Spotkanie w 'Bajce' de Jan Rybkowski
- 1962 : Rodzina Milczarków de Józef Wyszomirski
- 1962 : Et tu seras indien (I ty zostaniesz Indianinem) de Konrad Nalecki
- 1962 : Głos z tamtego świata de Stanisław Różewicz et Tadeusz Różewicz
- 1963 : Milczenie de Kazimierz Kutz
- 1963 : Mansarda de Konrad Nalecki
- 1963 : Kryptonim Nektar de Leon Jeannot
- 1963 : Daleka jest droga de Bohdan Poręba
- 1963 : Czerwone berety de Paweł Komorowski
- 1964 : Giuseppe w Warszawie de Stanisław Lenartowicz
- 1964 : Echo de Stanisław Różewicz
- 1964 : Pieciu de Paweł Komorowski
- 1965 : Salto de Tadeusz Konwicki
- 1965 : Obok prawdy de DreamBios
- 1965 : Wyspa złoczyńców de Stanisław Jędryka
- 1965 : Trzy kroki po ziemi de Jerzy Hoffman et Edward Skórzewski
- 1966 : Marysia i Napoleon de Leonard Buczkowski
- 1966 : Ktokolwiek wie... de Kazimierz Kutz
- 1966 : Katastrofa de Sylwester Chęciński
- 1966 : Bumerang de Leon Jeannot
- 1966 : Jutro Meksyk d'Aleksander Ścibor-Rylski
- 1966 : Piekło i niebo de Stanisław Różewicz
- 1967 : Stajnia na Salwatorze de Paweł Komorowski
- 1967 : Późne popołudnie d'Aleksander Ścibor-Rylski
- 1967 : Powrót na ziemie de Stanisław Jędryka
- 1967 : Morderca zostawia ślad d'Aleksander Ścibor-Rylski
- 1967 : Chudy i inni d'Henryk Kluba
- 1967 : Cala naprzód de Stanisław Lenartowicz
- 1967 : Bicz Boży (pl) de Maria Kaniewska
- 1967 : Westerplatte de Stanisław Różewicz
- 1967 : Sami swoi de Sylwester Chęciński
- 1968 : Wilcze echa d'Aleksander Ścibor-Rylski
- 1968 : Tabliczka marzenia de Zbigniew Chmielewski
- 1968 : Ostatni po Bogu de Paweł Komorowski
- 1968 : Dancing w kwaterze Hitlera de Jan Batory
- 1968 : La Poupée (Lalka) de Wojciech Has
- 1969 : Tylko umarły odpowie de Sylwester Chęciński
- 1969 : La Structure de cristal (pl) (Struktura kryształu) de Krzysztof Zanussi
- 1969 : Sąsiedzi d'Aleksander Ścibor-Rylski
- 1969 : Samotność we dwoje de Stanisław Różewicz
- 1969 : Molo de Wojciech Solarz
- 1969 : Człowiek z M-3 de Leon Jeannot et Karol Chodura
- 1969 : Czerwone i złote de Stanisław Lenartowicz et Sylwester Szyszko

#### Années 1970
- 1969 : Zbrodniarz który ukradł zbrodnie de Janusz Majewski
- 1970 : Le Sel de la terre noire (Sól ziemi czarnej) de Kazimierz Kutz
- 1970 : Romantyczni de Stanisław Różewicz
- 1970 : Rejs de Marek Piwowski
- 1970 : Pierścień księżnej Anny de Maria Kaniewska
- 1970 : Lokis de Janusz Majewski
- 1971 : La Vie de famille (Życie rodzinne) de Krzysztof Zanussi
- 1971 : Przystań de Paweł Komorowski
- 1971 : Martwa fala de Stanisław Lenartowicz
- 1972 : Brylanty pani Zuzy de Paweł Komorowski
- 1972 : Bolesław Śmiały de Witold Lesiewicz
- 1972 : La Perle de la couronne (Perla w koronie) de Kazimierz Kutz
- 1972 : Szklana kula de Stanisław Różewicz
- 1973 : Opętanie de Stanisław Lenartowicz
- 1973 : Illumination (Iluminacja) de Krzysztof Zanussi
- 1973 : Hubal de Bohdan Poręba
- 1973 : Zazdrość i medycyna de Janusz Majewski
- 1974 : Drzwi w murze de Stanisław Różewicz
- 1975 : Znikąd do nikąd de Kazimierz Kutz
- 1975 : Linia de Kazimierz Kutz
- 1975 : La Terre de la grande promesse (Ziemia obiecana) d'Andrzej Wajda
- 1975 : Bilan trimestriel (Bilans kwartalny) de Krzysztof Zanussi
- 1976 : Trędowata de Jerzy Hoffman
- 1976 : Jarosław Dąbrowski de Bohdan Poręba
- 1976 : Smuga cienia d'Andrzej Wajda
- 1977 : Ptaki ptakom de Paweł Komorowski
- 1977 : Le Camouflage (Barwy ochronne) de Krzysztof Zanussi
- 1978 : Spirala de Krzysztof Zanussi
- 1979 : David de Peter Lilienthal

#### Années 1980
- 1980 : Les Grains du rosaire (Paciorki jednego różańca) de Kazimierz Kutz
- 1980 : Le Contrat (Kontrakt) de Krzysztof Zanussi
- 1980 : Le Roi et l'Oiseau de Paul Grimault
- 1980 : La Constante (Constans) de Krzysztof Zanussi
- 1981 : From a Far Country (it) de Krzysztof Zanussi
- 1982 : Die Versuchung (pl) de Krzysztof Zanussi
- 1982 : L'Impératif (Imperativ) de Krzysztof Zanussi
- 1983 : Watykan - stolica kultury
- 1983 : Blaubart (pl) de Krzysztof Zanussi
- 1984 : Na straży swej stać będę de Kazimierz Kutz
- 1984 : L'Année du soleil calme (Rok spokojnego slonca) de Krzysztof Zanussi
- 1984 : Marynia de Jan Rybkowski
- 1985 : Le Pouvoir du mal (Paradigma) de Krzysztof Zanussi
- 1986 : Wkrótce nadejdą bracia de Kazimierz Kutz
- 1986 : Chronique des événements amoureux (Kronika wypadków milosnych) d'Andrzej Wajda
- 1987 : Le Hasard (Przypadek) de Krzysztof Kieślowski
- 1988 : La Table tournante de Jacques Demy et Paul Grimault
- 1988 : Salsa de Boaz Davidson
- 1988 : Au-delà du vertige (pl) (Wherever You Are...) de Krzysztof Zanussi
- 1989 : Stan posiadania de Krzysztof Zanussi

#### Années 1990
- 1990 : Le Retour de Josée Dayan et Serge Elissalde
- 1990 : Korczak d'Andrzej Wajda
- 1991 : Życie za życie. Maksymilian Kolbe de Krzysztof Zanussi
- 1992 : Dotknięcie ręki (pl) de Krzysztof Zanussi
- 1992 : Dracula de Francis Ford Coppola
- 1994 : Śmierć jak kromka chleba de Kazimierz Kutz
- 1994 : La Jeune Fille et la Mort (Death and the Maiden) de Roman Polanski
- 1995 : Legenda Tatr de Wojciech Solarz
- 1995 : Faustyna de Jerzy Łukaszewicz
- 1996 : Urok wszeteczny z cyklu 'Opowieści weekendowe' de Krzysztof Zanussi
- 1996 : Damski interes z cyklu opowieści weekendowe de Krzysztof Zanussi
- 1996 : Fantôme avec chauffeur de Gérard Oury
- 1996 : Le Grand Galop (en) (Cwał) de Krzysztof Zanussi
- 1996 : Portrait de femme (The Portrait of a Lady) de Jane Campion
- 1997 : Dusza śpiewa z cyklu 'Opowieści weekendowe' de Krzysztof Zanussi
- 1997 : Our God's Brother (pl) de Krzysztof Zanussi
- 1999 : La Neuvième Porte (The Ninth Gate) de Roman Polanski
- 1999 : Tydzień z życia mężczyzny de Jerzy Stuhr
- 1999 : Pan Tadeusz : Quand Napoléon traversait le Niémen (Pan Tadeusz) d'Andrzej Wajda

#### Années 2000
- 2000 : Skarby ukryte z cyklu 'Opowieści weekendowe' de Krzysztof Zanussi
- 2000 : La Vie comme maladie mortelle sexuellement transmissible de Krzysztof Zanussi
- 2002 : Suplement (en) de Krzysztof Zanussi
- 2002 : Le Pianiste (The Pianist) de Roman Polanski
- 2002 : Zemsta d'Andrzej Wajda
- 2005 : Persona non grata de Krzysztof Zanussi
- 2007 : La nuit nous appartient (We Own the Night) de James Gray
- 2008 : Two Lovers de James Gray
- 2009 : Welcome de Philippe Lioret
- 2014 : Obce cialo de Krzysztof Zanussi

### Télévision
- 1969 : Przygody Pana Michała de Paweł Komorowski (série TV)
- 1972 : Wielka miłość Balzaka de Wojciech Solarz
- 1974 : Pittsville - Ein Safe voll Blut (Lohngelder für Pittsville) téléfilm de Krzysztof Zanussi
- 1975 : Trzecia granica de Lech Lorentowicz et Wojciech Solarz
- 1975 : Nachtdienst (pl) de Krzysztof Zanussi et Edward Zebrowski
- 1977 : Anatomiestunde (pl) de Krzysztof Zanussi
- 1977 : Haus der Frauen (pl) de Krzysztof Zanussi
- 1978 : Rodzina Polanieckich de Jan Rybkowski (série TV)
- 1979 : Les Chemins dans la nuit (pl) (Wege in der Nacht) de Krzysztof Zanussi
- 1980 : Rod Gąsieniców
- 1982 : Die Unerreichbare (pl) de Krzysztof Zanussi
- 1984 : Blaubart (pl) de Krzysztof Zanussi
- 1991 : Napoléon et l'Europe de Krzysztof Zanussi Pierre Lary
- 1992 : Das lange Gespräch mit dem Vogel (pl) de Krzysztof Zanussi
- 1993 : König der letzten Tage de Tom Toelle (feuilleton TV)
- 1996 : Słaba wiara z cyklu 'Opowieści weekendowe' de Krzysztof Zanussi
- 1996 : Niepisane prawa z cyklu 'Opowieści weekendowe' de Krzysztof Zanussi
- 1997 : Ostatni krąg z cyklu 'Opowieści weekendowe' de Krzysztof Zanussi
- 1997 : Linia opóźniająca z cyklu 'Opowieści weekendowe' de Krzysztof Zanussi

### Documentaires
- 1958 : Narciarze de Natalia Brzozowska
- 1977 : Brigitte Horney de Krzysztof Zanussi
- 1978 : Le Point de vue du gardien de nuit (Z punktu widzenia nocnego portiera) de Krzysztof Kieślowski
- 1984 : Na wszystkich niedostępnych drogach de Roman Wionczek
- 1987 : Wygasłe czasy (pl) (Erloschene Zeiten) de Krzysztof Zanussi
- 2002 : Pamiętam de Marcel Lozinski

### Courts métrages
- 1964 : Ciemnogród
- 1967 : Maria Skłodowska-Curie
- 1967 : Wstęp do wiedzy o sztuce - Artysta
- 1967 : Upiór de Stanisław Lenartowicz
- 1970 : Góry o zmierzchu de Krzysztof Zanussi
- 1971 : Rola de Krzysztof Zanussi
- 1971 : Gwiazda wytrwałości
- 1972 : Hipoteza de Krzysztof Zanussi
- 2003 : Vendetta de Richard Aujard
- 2011 : Un Après-midi à Paris de Romain Lehnhoff

## Distinctions

### Récompenses
- 1960 : Prix de la Fondation Lili Boulanger
- 1967 et 1976 : Prix du ministère polonais de la culture
- 1975 : Prix de l'Union des compositeurs polonais
- 1979 : Prix Louis-Delluc pour Le Roi et l'Oiseau de Paul Grimault
- 1984 : Prix de la fondation Alfred-Jurzykowski (New York)
- 1992 : Prix de l'ASCAP (Société américaine des compositeurs, auteurs et éditeurs à Los Angeles) de la meilleure bande originale pour Dracula de Francis Ford Coppola
- 2002 : Prix Anthony Asquith (The Anthony Asquith Award for Achievement in Film Music, BAFTA) de la meilleure bande originale pour Le Pianiste de Roman Polanski
- 2002 : César de la meilleure musique écrite pour un film pour Le Pianiste de Roman Polanski
- 2012 : Fryderyk d'or pour l'ensemble de sa carrière

### Décorations
- Chevalier de la Légion d'honneur en 2013[3]
- Ordre de l'Aigle blanc
- Médaille du Mérite culturel polonais Gloria Artis